# Lijst van nummer 1-albums in de Nederlandse Album Top 100 in 2008
Onderstaande albums stonden in 2008 op nummer 1 in de Nederlandse Album Top 100. De lijst werd samengesteld door GfK Mega Charts (vanaf eind maart 2008 is de naam veranderd in GfK Dutch Charts).
| Nummer | Datum        | Artiest                      | Titel                                     |
| ------ | ------------ | ---------------------------- | ----------------------------------------- |
| 565    | 5 januari    | Paul de Leeuw                | Symphonica In Rosso                       |
|        | 12 januari   | Paul de Leeuw                | Symphonica In Rosso                       |
| 566    | 19 januari   | Amy Winehouse                | Back To Black                             |
|        | 26 januari   | Amy Winehouse                | Back To Black                             |
|        | 2 februari   | Amy Winehouse                | Back To Black                             |
|        | 9 februari   | Amy Winehouse                | Back To Black                             |
|        | 16 februari  | Amy Winehouse                | Back To Black                             |
|        | 23 februari  | Amy Winehouse                | Back To Black                             |
|        | 1 maart      | Amy Winehouse                | Back To Black                             |
|        | 8 maart      | Amy Winehouse                | Back To Black                             |
|        | 15 maart     | Amy Winehouse                | Back To Black                             |
|        | 22 maart     | Amy Winehouse                | Back To Black                             |
|        | 29 maart     | Amy Winehouse                | Back To Black                             |
|        | 5 april      | Amy Winehouse                | Back To Black                             |
|        | 12 april     | Amy Winehouse                | Back To Black                             |
|        | 19 april     | Amy Winehouse                | Back To Black                             |
| 567    | 26 april     | Armin van Buuren             | Imagine                                   |
| 568    | 3 mei        | Madonna                      | Hard Candy                                |
|        | 10 mei       | Madonna                      | Hard Candy                                |
| 569    | 17 mei       | Kane                         | Everything You Want                       |
|        | 24 mei       | Kane                         | Everything You Want                       |
| 570    | 31 mei       | Amy Macdonald                | This Is The Life                          |
|        | 7 juni       | Amy Macdonald                | This Is The Life                          |
|        | 14 juni      | Amy Macdonald                | This Is The Life                          |
| 571    | 21 juni      | Coldplay                     | Viva La Vida Or Death And All His Friends |
|        | 28 juni      | Coldplay                     | Viva La Vida Or Death And All His Friends |
| 572    | 5 juli       | Anouk                        | Live At Gelredome                         |
| 571    | 12 juli      | Coldplay                     | Viva La Vida Or Death And All His Friends |
|        | 19 juli      | Coldplay                     | Viva La Vida Or Death And All His Friends |
|        | 26 juli      | Coldplay                     | Viva La Vida Or Death And All His Friends |
|        | 2 augustus   | Coldplay                     | Viva La Vida Or Death And All His Friends |
|        | 9 augustus   | Coldplay                     | Viva La Vida Or Death And All His Friends |
|        | 16 augustus  | Coldplay                     | Viva La Vida Or Death And All His Friends |
| 573    | 23 augustus  | Creedence Clearwater Revival | Collected                                 |
| 571    | 30 augustus  | Coldplay                     | Viva La Vida Or Death And All His Friends |
| 574    | 6 september  | Jan Smit                     | Stilte In De Storm                        |
|        | 13 september | Jan Smit                     | Stilte In De Storm                        |
| 575    | 20 september | Metallica                    | Death Magnetic                            |
| 576    | 27 september | Marco Borsato                | Wit Licht                                 |
|        | 4 oktober    | Marco Borsato                | Wit Licht                                 |
| 577    | 11 oktober   | BLØF                         | Oktober                                   |
| 576    | 18 oktober   | Marco Borsato                | Wit Licht                                 |
| 578    | 25 oktober   | Frans Bauer & Marianne Weber | Frans & Marianne                          |
| 579    | 1 november   | P!nk                         | Funhouse                                  |
| 580    | 8 november   | Ilse DeLange                 | Incredible                                |
| 581    | 15 november  | Il Divo                      | The Promise                               |
| 582    | 22 november  | Céline Dion                  | My Love - Ultimate Essential Collection   |
|        | 29 november  | Céline Dion                  | My Love - Ultimate Essential Collection   |
| 583    | 6 december   | Lionel Richie                | Symphonica In Rosso                       |
| 576    | 13 december  | Marco Borsato                | Wit Licht                                 |
| 583    | 20 december  | Lionel Richie                | Symphonica In Rosso                       |
| 576    | 27 december  | Marco Borsato                | Wit Licht                                 |

Lijsten van nummer 1-albums in de Nederlandse Album Top 100

1969 ·
1970 ·
1971 ·
1972 ·
1973 ·
1974 ·
1975 ·
1976 ·
1977 ·
1978 ·
1979 ·
1980 ·
1981 ·
1982 ·
1983 ·
1984 ·
1985 ·
1986 ·
1987 ·
1988 ·
1989 ·
1990 ·
1991 ·
1992 ·
1993 ·
1994 ·
1995 ·
1996 ·
1997 ·
1998 ·
1999 ·
2000 ·
2001 ·
2002 ·
2003 ·
2004 ·
2005 ·
2006 ·
2007 ·
2008 ·
2009 ·
2010 ·
2011 ·
2012 ·
2013 ·
2014 ·
2015 ·
2016 ·
2017 ·
2018 ·
2019 ·
2020 ·
2021 ·
2022 ·
2023 ·
2024 ·
2025

Lijsten van nummer 1-albums van de Stichting Nederlandse Top 40

1969 ·
1970 ·
1971 ·
1972 ·
1973 ·
1974 ·
1975 ·
1976 ·
1977 ·
1978 ·
1979 ·
1980 ·
1981 ·
1982 ·
1983 ·
1984 ·
1985 ·
1986 ·
1987 ·
1988 ·
1989 ·
1990 ·
1991 ·
1992 ·
1993 ·
1994 ·
1995 ·
1996 ·
1997 ·
1998 ·
1999 ·
2011 ·
2012 ·
2013 ·
2014 ·
2015
- Nederland
- Vlaanderen